# مانويل ريكسياردي
مانويل ريكسياردي هو لاعب كرة قدم إيطالي في مركز الدفاع، ولد في 17 أبريل 2000 في روما في إيطاليا.

## وصلات خارجية
- مانويل ريكسياردي على موقع قاعدة بيانات كرة القدم.إي يو (الإنجليزية)
- مانويل ريكسياردي على موقع Soccerway.com (الإنجليزية)
- مانويل ريكسياردي على موقع عالم كرة القدم.نت (الإنجليزية)